# Ледяная внучка
«Ледяная внучка» — советский художественный фильм.

## Сюжет
Фильм по мотивам русской народной сказки о Снегурочке. Полюбился ей деревенский гончар — и захотела она стать обыкновенной девушкой и выйти за него замуж. Но счастью влюблённых мешает коварный обман князя…

## В ролях
- Светлана Орлова — Любаша / Снегурочка
- Андрей Градов — Гридя
- Людмила Шагалова — бабка Катерина
- Борис Сабуров — дед Еремей
- Альберт Филозов — князь
- Валерий Долженков — Тимошка
- Ольга Григорьева — Настасья, соседка
- Владимир Никитин — сват
- Сергей Самойлов — стражник
- Владимир Дружников — Царь зимы (нет в титрах)
- Алексей Ванин — эпизод (нет в титрах)
- Николай Аверюшкин — эпизод (нет в титрах)
- Михаил Глузский — текст от автора (нет в титрах)

## Съёмочная группа
- Автор сценария: Борис Рыцарев
- Режиссёр: Борис Рыцарев
- Оператор: Андрей Кириллов
- Художник: Николай Терехов

## Критика
Современной фильму критикой он был незамечен или подвергся критике за изображение главной героини:

Авторы как-то не доверились до конца народной сказке. Особенной трансформации подвергся центральный образ ледяной внучки. Обманутая князем и своими приёмными родителями, она покидает мир людей и обрушивает на них свою месть. Она превращает в ледники княжеский терем, самого князя, его приспешников и, страшно сказать, стынет кровь в жилах — замораживает малых детей в крестьянских избах. <…> Таких демонических героинь русская сказка не знала, они противопоказаны её эстетике и прежде всего этике.— Романенко А. - Праздник со мной и без меня // Журнал «Экран», 1980
Однако, спустя 40 лет фильм оценивается как прорывной для своего времени — в этом фильме режиссёр, предчувствуя битву с Голливудским фильмами, сменил концепцию, вышел за рамки традиционной установке на «сказочный комизм» и в этом фильме -  минимум на двадцать лет опередив развитие отечественной культурной среды и зрительского восприятия:

предпринял попытку — не слишком удачную — привнести в детское сказочное кино элементы мелодрамы и даже хоррора